# 爱德华·汉斯力克

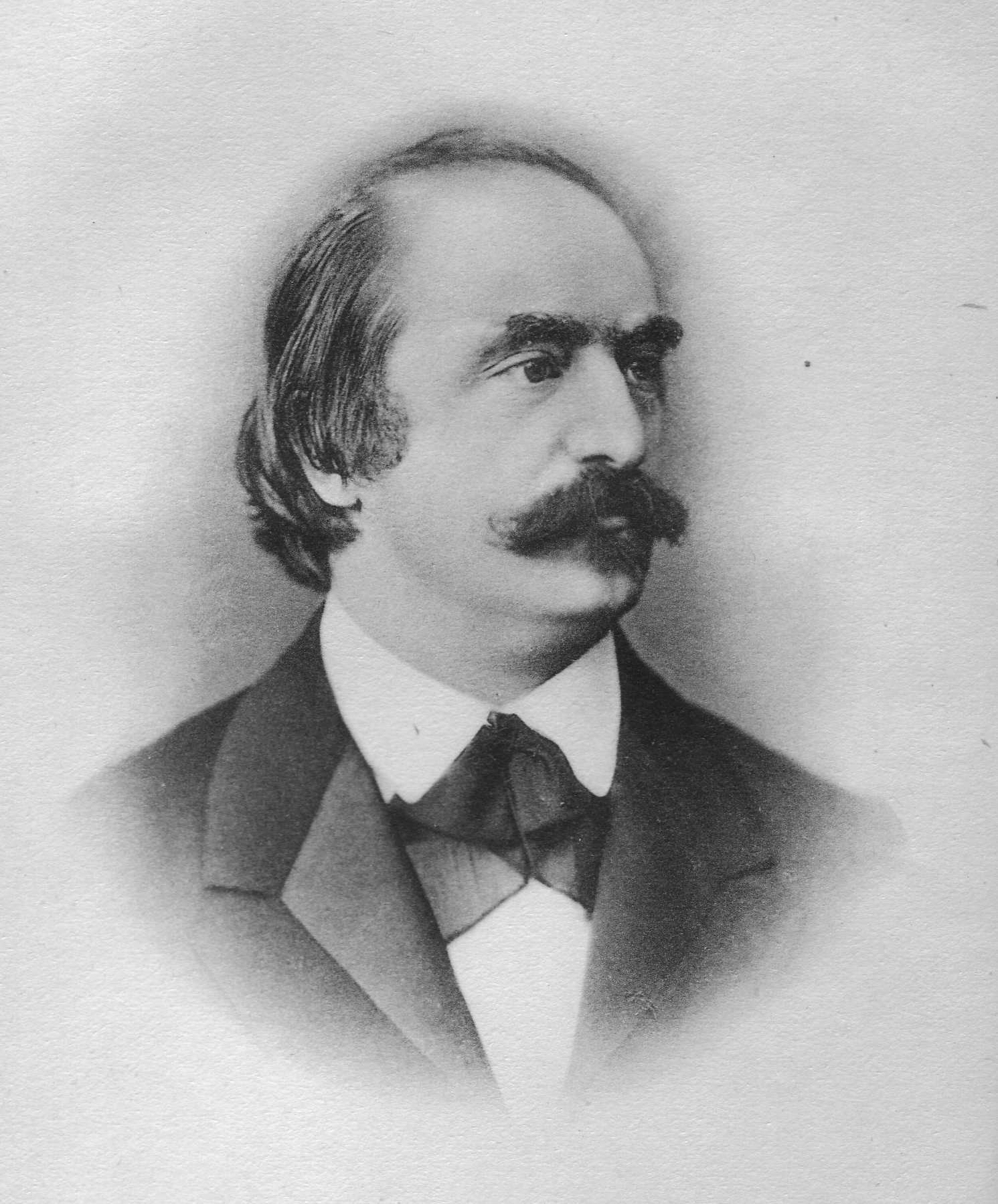
40岁时的爱德华·汉斯力克

爱德华·汉斯力克（德語：Eduard Hanslick，1825年9月11日—1904年8月6日，生于布拉格，逝世于奥地利巴登）是一位有影响力的奥地利美学家、音乐评论家。汉斯力克的著作甚丰，他在音乐方面拥护古典主义音乐，与同时代的勃拉姆斯为好友，而排挤以瓦格纳为首的新德国音乐潮流。

## 生平
汉斯力克在布拉格长大。他的父亲约瑟夫·阿道夫·汉斯力克原想成为一位牧师，他在寺院里参加过儿童合唱团，并且发现自己的兴趣在于音乐，因而为此放弃了神学，而转头于美学和哲学。他曾经执教于查理大学，并与一位维也纳商人的女儿结婚。 
汉斯力克后来在他的《回忆录》提到：他与四位兄弟姐妹其实是由父亲带大的，“他无所不教，就是我们的钢琴也是他教的。”
汉斯力克先是在查理大学学习法律，并在1849年毕业且继续攻读博士。另外他还在瓦茨拉夫·托马谢克（Václav Jan Křtitel Tomášek）那里学钢琴和作曲。根据他的回忆录记述，他练习过肖邦的全套练习曲，还有另外还有汉瑟特和塔贝格的作品。至于作曲，他写过歌曲，但结集出版则是后来很晚的事。
汉斯力克在1850到52三年到克拉根福以法学家身份工作。他在1848/49年三月革命里因笔惹祸，被迫在复辟时转行。不过当时他以无意重操旧业，新起行投身到音乐科学中。他在回忆录中提到，他为当时维也纳音乐会和戏剧生活的面貌感到不安，它们是如此倚重于奥匈敌国后来的敌国意大利和法国。很快他就为《维也纳日报》写稿，从1855年起更是投稿到《新闻报》，还有在1864年到1901年37年为《新自由报》（Neue Freie Presse）写作，其中包括有对当时维也纳女作曲家马蒂尔德·克拉力克（Mathilde Kralik von Meyrswalden）的评论。他最有名的笔作《关于音乐之美》（Vom Musikalisch-Schönen）于1854年出版，并且成为他通过德语国家教授资格考试之作。这部作品非常成功，多年来不断再版，并被翻译成多国语言。
1861年汉斯力克成为维也纳大学美学和历史学教授，还建立了音乐科学这一门独立学科。他认为音乐史发展至当时，在维也纳古典乐派，如莫扎特和贝多芬的时期达到高潮，而舒曼和勃拉姆斯则是后继者。因此他很自然地就站到了反对新德国乐派的一边，该乐派代表者如李斯特和瓦格纳。但是值得一提的是，他也会间或批评舒曼的作品。
汉斯力克笔锋犀利，措辭激烈刻薄，因此引来其反对者如華格納的不满。瓦格纳在他的乐剧《纽伦堡的名歌手》中用反面人物贝克梅萨映射汉斯力克，在乐剧第二版脚本中，该人物被称作“汉斯·力克”，后来则是“维特·汉斯力克”。这两位在音乐上针锋相对的人在1845年夏天见过面，地点是马里安泉，当时瓦格纳到该地接受温泉治疗，而就在这下一天，瓦格纳完成了《名歌手》的草稿。不过此时汉斯力克对瓦格纳的锋芒已成过去。
漢斯力克对柴可夫斯基的小提琴协奏曲的批评更是刻薄。他評論到：“这音乐让人不得不想到，这世间可有让人听了觉得臭的作品。”不過日後此曲大受好評，至今仍演奏不輟。雨果·沃尔夫、安東·布魯克納、古斯塔夫·馬勒也是汉斯力克批评的重要对象。汉斯力克更反对过维也纳大学邀请對十分尊敬崇拜華格納的安东·布鲁克纳任教一事，不过后来在多数票赞成的情况下没有反对成功，漢斯力克因對結果不滿而處處刁難布魯克納。